# Mouvement populaire franciscain
Ne doit pas être confondu avec le Mouvement pour la France.
Le Mouvement populaire franciscain (MPF) est un parti martiniquais fondé le 30 décembre 1982 par Maurice Antiste, ancien maire du François et sénateur de la Martinique. Le MPF fait partie de la coalition Ensemble, pour une Martinique nouvelle qui est dans l'opposition à l'Assemblée de Martinique.

## Présentation
Le MPF est un parti de gauche autonomiste.
Ce mouvement compte un maire Joseph Loza (Le François), un sénateur Maurice Antiste, une conseillère de l'Assemblée Territoriale Marie-Frantz Tinot.